# Griesgletscher
Der Griesgletscher ist ein Talgletscher südlich des obersten Rhonetals im Osten des Kantons Wallis, in der Schweiz. Er hat eine Länge von etwa 5 km und bedeckt eine Fläche von etwa 5 km².
Seinen Ausgangspunkt nimmt der Griesgletscher an der Ostflanke des Blinnenhorns auf rund 3300 m. Er fliesst nach Nordosten, im Norden flankiert von Merezenbachschijen (3182 m ü. M.), Ritzhörnern (3107 m ü. M.) und Fülhorn (2864 m ü. M.). Die südliche Abgrenzung bilden das Rothorn (3289 m ü. M.) und das Bättelmatthorn (3044 m ü. M.), über welche die Grenze zwischen Italien und der Schweiz verläuft. Der Gletscher endet oberhalb des Griessees. Bis etwas ins Jahr 2001 reichte der Gletscher bis in den auf rund 2400 m aufgestauten Griessee hinunter. Abfluss des Griesgletschers ist der Griesbach, der nach etwa einem Kilometer Fliessstrecke von rechts in die Ägene mündet. Die Ägene selbst mündet im Goms bei Ulrichen in den Rotten (Rhône).
Der Griesgletscher hatte während der Kleinen Eiszeit vom 16. bis zum 19. Jahrhundert ein deutlich grösseres Volumen als heute. In dieser Zeit überlappte er auch den 2479 m hohen Griespass und reichte mit einer kurzen Zunge südwärts ins italienische Valle del Gries.